# Centre historique de Lérida
Le centre historique de Lérida, également connu sous le nom de la vieille ville (en catalan : el Nucli Antic), est un quartier de l'ancienne ville de Lérida traditionnellement divisé en deux districts.
Le quartier est situé autour d'un axe commercial, connu sous le nom d'Eix Comercial de Lleida (ca), composé par le Carrer de Sant Antoni et le Carrer Major, qui est la route du pèlerinage de Saint-Jacques-de-Compostelle, et qui bien qu'elle soit très étroite, est l'une des principales voies de la ville. Cette voie commence à Avinguda de Catalunya (ca) pour se terminer à la place Paeria. Cette place, sur laquelle se trouve le palais de la Paeria, possède une architecture similaire aux porches des forums romains. Le Carrer Major se coupe avec le Carrer Cavallers. Cette dernière se termine à la Sègre au pied de la colline de la Seu Vella, à proximité du Museu d'Art Jaume Morera (ca). Dans le Carrer Cavallers se trouve le Convent del Roser et l'Oratori de la Verge dels Dolors de Lérida.
Dans la Plaça del Dipòsit, située près du point le plus élevé de la Carrer Cavallers, on trouve le Museu de l'Aigua.
C'est actuellement un quartier relativement en déclin car de nombreux bâtiments sont en mauvais état de conservation. Cependant un projet prévoit une campagne de rénovation permettant la construction de nombreux logements neufs. Ce projet a suscité une controverse en mettant en évidence la spéculation immobilière dans une région connaissant une importante population immigrante, et ayant un faible pouvoir d'achat.
En 2006, il fut inclus dans le plan d'urbanisme de la Généralité de Catalogne qui promeut un projet de développement urbain dans les quartiers les moins favorisés de Catalogne.

## Source de la traduction
- (ca) Cet article est partiellement ou en totalité issu de l’article de Wikipédia en catalan intitulé « Centre històric de Lleida » (voir la liste des auteurs).